# Крейг, Нинали

Рут Оркин. Американская девушка в Италии, 1951

Нинали Крейг (англ. Ninalee Craig, урожденная Аллен ; 6 ноября 1927 года, Индианаполис — 1 мая 2018 года, Торонто) американка, известная тем, что она стала моделью в серии фотографий Рут Оркин; самой известной из которых является «Американская девушка в Италии».

## Фотографии
В 1951 году Нинали Крейг, в то время использовавшая имя «Джинкс Аллен», отправилась в шестимесячное турне по Европе. Находясь во Флоренции, она познакомилась с фотографом Рут Оркин, и они стали друзьями. Оркин фотографировала Крэйг во время прогулок по Флоренции, снимая ее покупки на рынках, флирт в кафе, просмотр достопримечательностей и другие впечатления от путешествия. Самая знаковая из фотографий, известная как «Американская девушка в Италии», показывает Крэйг, идущую по улице и окружённую группой мужчин.
Многие интерпретируют эту фотографию как проявление преследования и шовинизма. В 2014 году Крейг сказала: «Я никогда не была несчастной или преследуемой в Европе». «[Фотография] не является символом преследования. Это символ женщины, которая прекрасно проводит время!» Она также отметила, что «Итальянские мужчины очень позитивны, и это приятно, когда тебя ценят. Я нисколько не обиделась».

## Последующие годы
После поездки Крейг вернулась в Нью-Йорк и работала учителем и автором рекламных текстов. Она была замужем за итальянцем и жила с ним в Милане, но развелась. Вернувшись в Нью-Йорк, она встретила канадца, вышла за него замуж и переехала в Торонто . У нее была большая семья, включающая 10 внуков и семь правнуков.

## Смерть
Нинали Крейг умерла 1 мая 2018 года в возрасте 90 лет.